# Іґнацій Блюм
Іґнацій Блюм (пол. Ignacy Blum; 2 квітня 1913, с. Ліщанці, нині Україна — 7 квітня 1994, м. Варшава, Польща) — польський військовослужбовець, науковець, історик. Доктор гуманітарних наук (1962).

## Життєпис
Іґнацій Блюм народився 2 квітня 1913 року у селі Ліщанцях, нині Бучацької громади Чортківського району Тернопільської области України.
Закінчив Бучацьку школу (1926), Чортківську державну гімназію імені Юліуша Словацького (1931), Львівський університет (1941, історик), Рязанську школу підхорунжих (1944), історичний факультет Варшавського університету (1955). Працював в адвокатській конторі, на Чортківській кондитерській фабриці.
Після нападу Німеччини на СРСР 22 червня 1941 року призваний до Радянської армії, до 1943 року служив у будівельному батальйоні Червоної армії. У травні 1943 року вступив в 1-шу Варшавську піхотну дивізію (Польща), після прибуття після прибуття до табору в Сільцях на річці Ока став командиром топографічної бригади. Учасник битви під Леніно на посаді заступника командира топографічного взводу. З травня 1944 року він служив офіцером з питань політики та освіти 1-ї піхотної дивізії Тадеуша Костюшка. Обіймав інші видатні посади, в тому числі в агроекономічній службі Польської армії. Був керівником Політичного командування військового округу № 7 в Любліні. З січня 1949 року в Головній політичній та освітній раді, в якій 2 червня 1950 року став заступником начальника Другого відділу пропаганди. У жовтні 1958 року отримав звання бригадного генерала. З червня 1960 року він був уповноваженим міністром національної оборони Польської академії наук. У 1968 переведений у відставку.
Помер 7 квітня 1994 року у м. Варшаві. Похований на Військовому цвинтарі Повонзки (поле 12C-2-11).

### Громадсько-політична діяльність
Член Польської робітничої партії, згодом — Польської об'єднаної робітничої партії.

### Наукова діяльність
Автор багатьох історичних та військових досліджень. Служив у Головній політичній раді Польської армії.

## Нагороди
- кавалерійський Хрест (1946) та офіцерський хрест (1959) Ордена Відродження Польщі
- орден Хреста Грюнвальда III ступеня (1946)
- срібний (1945) та золотий (1947) Хрест Заслуги
- срібна медаль «За заслуги на полі слави» (1945, 1949)
- медаль 10-річчя Народної Польщі
- бронзова, срібна та золота (1958) медаль «Збройні сили на службі Батьківщині».